# 田横

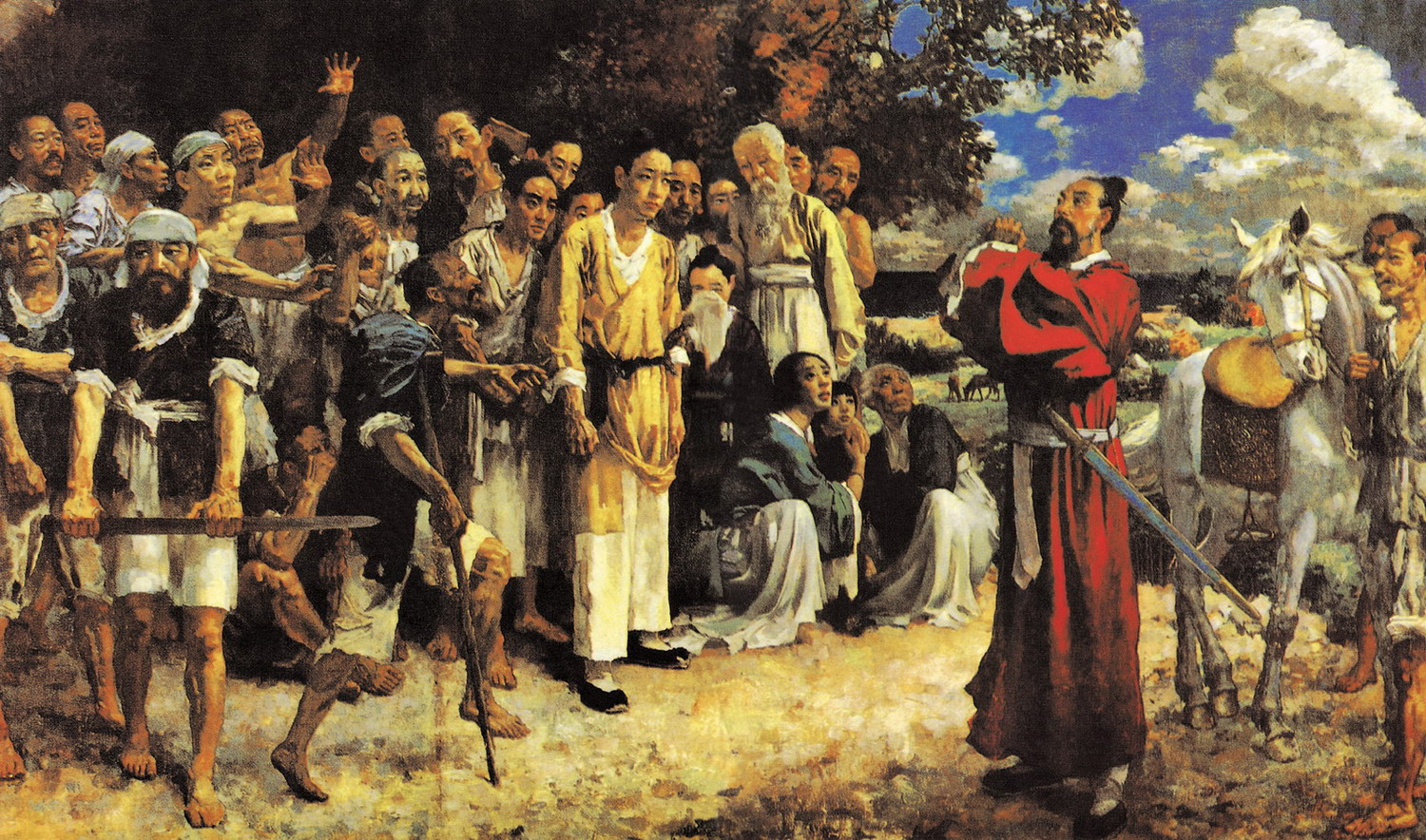
徐悲鴻創作的油画《田橫五百義士》

田橫（？—前202年），秦末軍事人物，原田齐公族，秦末民變時的六國群雄之一。秦末狄縣（現山東高青東南）人。秦末戰爭時，一度自立為齊王，後兵敗，逃於海島（今田橫島）。漢高祖劉邦逼降，田横不屈，自刎而死，其門客五百人皆自盡殉主。

## 簡介
秦末陳勝、吳廣發動大澤之變，天下大亂，狄縣的故田齊宗室中的田儋和田榮、田橫兄弟抗秦自立，儋為齊王。
秦二世二年（前208年）6月，田儋被秦將章邯所殺，齊人立齊國末代國王田建弟田假為齊王，田榮、田橫兄弟改立田儋子田市為王，驅逐了田假，田假逃往楚國項梁軍中。田榮要求項梁交出田假，項梁拒絕，田榮於是拒絕派兵援楚，自此齊楚兩軍交惡。
漢元年（前206年），項羽大封十八諸侯，將齊國副將田都封為齊王，原齊王田市改封為膠東王，田榮、田橫兄弟卻沒有任何封爵。田榮不服，將田都逐走，並將私下接受項羽封為膠東王的堂姪田市殺死，田榮自立為齊王。
漢二年（前205年）正月，項羽伐齊，田榮被殺，但是項羽燒毀齐地的城郭，坑殺田荣的降卒，掳获妇女。於是田橫聚集数万人反抗項羽。同時劉邦趁機暗渡陳倉，攻下關中，並偷襲楚都彭城，項羽於是從齊退兵。田橫趁機收復失地，三月立榮子田廣為王，自為相。
漢四年（前203年），劉邦派韓信領兵渡黃河北上，攻打黃河北岸數個親項羽封國。韓信跟曹參隨劉邦擊敗魏、趙兩國，接下來劉邦奪取韓信的兵符，命令趙王張耳備守趙地，任命韓信為趙國丞相，下令讓韓信收集沒有調到滎陽的趙兵繼續東進攻打齊國。劉邦謀士酈食其指項羽與齊王田廣及齊相田橫有殺父殺兄之仇，故有信心說服齊國與漢結盟。十一月，漢王劉邦派使者酈食其赴齊連和，終於說服了田廣與田橫，於是田橫解除了戰備，設宴大事慶賀。
正當齊國懈備之際，漢將韓信在得知酈食其成功說服齊國以後，原本打算退軍，但蒯通以劉邦從未下詔退兵為由，勸韓信應該繼續執行劉邦已經下達的命令，更不可讓酈食其獨取降齊之功。韓信認為有理，遂引兵東進，攻入齊國。田橫、田廣得知韓信仍然攻齊後認為是郦食其出賣了他們，遂以烹殺逼命郦食其去劝退韩信，但酈食其拒絕並道：「幹大事的人不拘小節，成大德的人不需辭讓，老子不會幫你們遊說的！」於是田橫、田廣便立即烹殺了酈食其。齊師大敗，韓信襲破歷下軍，陷齊都城臨淄。田廣逃亡中逝世，田橫自立為王，先投奔魏國彭越；原為楚將的彭越倒戈向漢，加速項羽的滅亡，不久得到稱帝後的劉邦封為梁王。田橫害怕被殺，與其徒屬五百人入海，居島中（即今田橫島）。
劉邦以齊人賢者皆降，而只留田橫等人居於海中會讓釀成禍患，於是派人赦免田橫並召見之。田橫對使者表示：「臣田橫先前烹殺使者酈食其，其弟酈商今為漢賢將，使臣感到恐懼，故不敢奉詔覲見。請讓臣作為庶民，在海島上過日子罷。」劉邦得知後，寫下詔書告知衛尉酈商，「齊王田橫就要來了，若傷害齊王田橫或人馬隨從，將導致全家被殺。」再使人把給酈商的那份詔書，拿給田橫看，並警告：「只要田橫你們這些人來覲見，大官封王、小官封侯；如果不來，就舉兵剿滅你們。」田橫遂與門客到洛陽覲見。
將到洛陽的時候，使者不讓田橫前進，說：「作為臣子，見天子前要先沐洗」，田橫暗地裏與門客說：「開始時我與劉邦同樣稱王，如今他成為天子，我就是亡國之虜，得北面事之，這已是奇恥。況且我烹殺酈食其，還要與酈食其之弟酈商共事一主，就算酈商懼於天子詔令不敢對我動手，我就於心無愧了嗎？陛下要我動身往見，也只是想見我的容貌而已；而今陛下就在洛陽，現在把我的首級砍下來，快馬奔馳三十里即可到達，那時候面容還未變壞，讓他在那時候看也是可以的。」於是自刎，讓門客帶著他的頭顱與使者乘快馬面報劉邦。劉邦感歎，遂以王者禮葬之。
田橫葬禮完成後，隨行的兩個門客在田橫墓旁挖了個洞，然後自刎倒在洞裡，要在地下追隨田橫。劉邦聞之大驚感嘆田橫門客都是賢者，派使者召其餘門客五百人於海島上，門客從使者處得知田橫的死訊後亦皆自殺。

## 評價
司馬遷在《史記·田儋列傳》中曾慨嘆：“田橫之高節，賓客慕義而從橫死，豈非至聖，余因而列焉。不無善畫者，莫能圖，何哉？”
貞元十一年九月，韓愈在《祭田橫墓文》一文說：“事有曠百世而相感者，余不自知其何心。非今世之所稀，孰為使余歔欷而不可禁。余既博觀乎天下，曷有庶幾乎夫子之所為。死者不復生，嗟余去此其從誰。當秦氏之敗亂，得一士而可王。何五百人之擾擾，而不能脫夫子於劍鋩。抑所寶之非賢，亦天命之有常。昔闕里之多士，孔聖亦云其遑遑。苟余行之不迷，雖顛沛其何傷。自古死者非一，夫子至今有耿光。跽陳辭而薦酒，魂髣髴而來享。”
晚唐詩人胡曾也在其著作《詠史詩‧田橫墓》當中讚曰：「古墓崔巍約路岐，歌傳薤露到今時。也知不去朝黃屋，秖為曾烹酈食其。」
1982年，“田橫五百義士墓”被青島市政府定為定點保護文物，同年即墨市政府在墓塚北側修建田橫碑亭，由李視遠撰文，名書法家修德書寫。
《即墨縣志》載，田橫島上有田橫廟，從祀五百義士之神位，頗得香火。

## 文化
- 徐悲鴻創作巨幅油畫《田橫五百義士》
- 姜树茂小說《漁島怒潮》是以田橫島為原型。

## 影視形象
- 2012年中國古裝歷史劇《楚汉传奇》由国文学飾演。

## 延伸阅读
[在维基数据编辑]
 《史記/卷094》，出自司馬遷《史記》